# 相互扶助
相互扶助（そうごふじょ）とは、社会・組織の構成員同士が互いに助け合うこと。互助（ごじょ）とも。
人類の誕生以来、相互扶助そのものは世界各地に存在していたが、ヨーロッパにおいて特に相互扶助が注目されるようになったのは産業革命以後に様々な社会問題が発生するようになった後である。産業革命によって封建社会の共同体下で存在した相互扶助の形態が解体され、これに代わり得るものを人為的に組織する必要が生じたからである。例えば、救貧法はギルドや農村共同体が担ってきた最低限の生活保障の機能を担い、その他の分野でも自発的な結社や慈善団体による相互扶助機能の提供が行われた。
18世紀になると、各地に友愛組合・共済組合・労働組合・協同組合など「集団的自助」を目的とした団体が結成されるようになる。こうした団体は厳格な規則とともに組合員に共同基金の創設・維持のために一定の組合費や拠出金の出費や組織活動への参加を義務付け、代わりに死亡・疾病・老齢・失業などに対する給付を請求する権利を得た。こうした組織はイギリスでは主に労働者階級が主導して結成され、フランスでは名望家階級の後ろ盾の存在が大きかった。また、国家もこうした組織の登録制度や優遇税制による把握に努め、その組織結成を促した。こうした政策は後の社会保障制度や福祉国家の形成に大きな影響を与えた。
こうした組織は移民や商業活動を通じてヨーロッパ以外の地域にも広まった。アジアでも中国の義荘や日本の講・友子・組などの一族単位、地域単位あるいは職種別の互助組織が存在していたが、近代以後はヨーロッパを範とした共済組合などが結成されるようになった。ただし、当初こうした組織の背景には企業主義に基づく恩恵付与と言う東アジア独特の考えが含まれていた。